# Iridopsis tanymetra
Iridopsis tanymetra là một loài bướm đêm trong họ Geometridae.